# Pylon

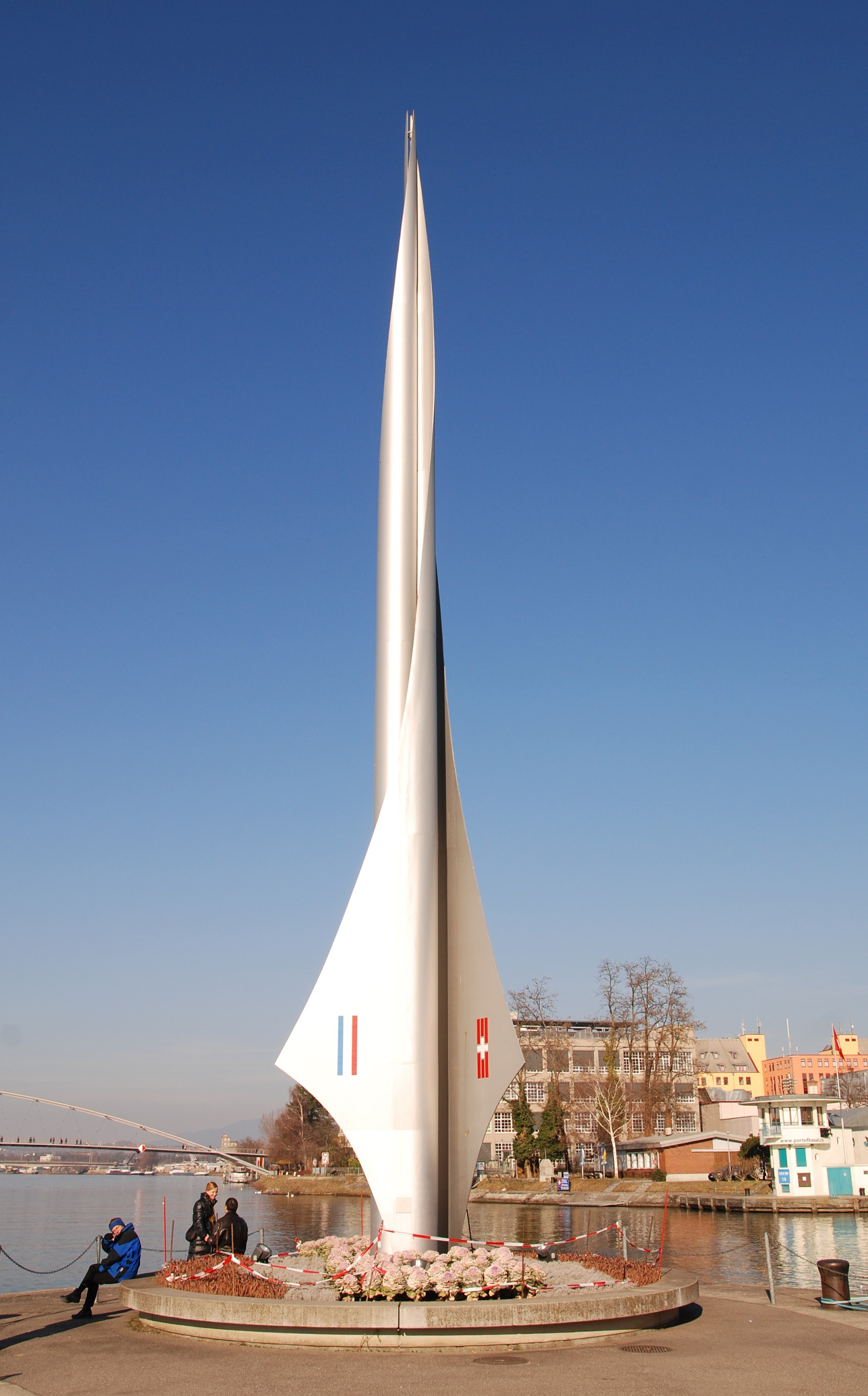
La escultura Pylon sobre el hito del Dreiländereck Basel. Al fondo, el Dreiländerbrücke del lado alemán.

Pylon (en español, Pilón) es una escultura de hierro en Basilea que fue realizada por el arquitecto y escultor de Basilea Wilhelm Münger (1923-2015). El matemático Istvan Csontos (n. 1929), que huyó de Hungría a Basilea en 1956, proporcionó los cálculos y los planos de planta y alzado. La escultura tiene forma de estela o pilón de una aeronave.

## Localización
La escultura se encuentra a orillas del puerto del Rin, cerca de la Fundación Brasilea. Su ubicación es de unos 150 metros al sureste del triángulo geográfico Alemania - Francia - Suiza (Coordenadas), que se encuentra en medio del río Rin. Solo se puede llegar a la escultura por tierra desde suelo suizo a través del puerto de Basilea Rin en el distrito de Kleinhüningen.

## Descripción
La estela fue diseñada en 1957, traída en camión y erigida con la ayuda de una grúa. La altura es de 18,70 metros y el peso es de 8,3 toneladas. La obra figura con el número de archivo 46.0.11 en el "Inventario de sitios suizos dignos de protección" (Inventar der schützenswerten Ortsbilder der Schweiz ). El objeto consiste en chapa de hierro soldada y laminada en forma de anillo de 15 milímetros de espesor. Tres curvas matemáticamente descriptibles apuntan simétricamente alrededor de un tubo central. En la zona inferior, los tres elementos de hierro forman un punto con las tres banderas nacionales en la zona de las esquinas. Las líneas de los tres elementos de hierro se estrechan hacia arriba hasta la parte superior de la escultura, que al mismo tiempo se eleva en espiral. La forma recuerda la hélice de un barco o tres alas de una aeronave que apuntan en la dirección de los tres países.

## Propósito
La escultura está destinada a conmemorar el nuevo comienzo en Europa después del final de la Segunda Guerra Mundial. Wilhelm Münger, que vivía en la región de Basilea en ese momento, diseñó esta obra de arte como un recordatorio de la reconstrucción de la región y de Europa. Originalmente se planeó una altura de 70 metros, pero esto no se realizó por razones financieras. El Gran Concilio de Basilea aprobó 293.000 francos para rediseñar el triángulo fronterizo (Dreiländereck). Además de la escultura de Münger, se amplió el espacio, se construyó un restaurante y un embarcadero para barcos de pasajeros.

## Enlaces web
- Pilón en el triángulo fronterizo de Basilea en el sitio web de Wilhelm Münger

- Coordenadas 47.58857.58977: 47° 35′ 18,6″ N, 7° 35′ 23,2″ O; CH1903: 611370 / 270879